# Ministero dei riti (Cina imperiale)
Il Ministero dei riti, anche Ufficio dei riti (禮部S, LǐbùP) era uno dei sei ministeri del governo nella tarda Cina imperiale. Persistette dal tempo dei Tang (VII secolo) fino alla Rivoluzione Xinhai del 1911. Insieme a riti religiosi e cerimonie di corte, il Ministero dei riti supervisionava anche i così detti "esami imperiali" e le relazioni con l'Estero.

## Storia
Sotto gli Han, le funzioni poi passate al Ministero dei riti furono svolte dal Ministero delle Cerimonie. Nella prima Cina medievale, queste funzioni passarono a specifici funzionari quali il c.d. "Grand Araldo". Sotto i Song (secoli X-XIII), le sue funzioni furono temporaneamente trasferite allo Zhongshu Sheng. L'amministrazione delle relazioni estere della Cina da parte del Ministero dei riti terminò con l'istituzione dello Zongli Yamen nel 1861.

## Funzioni
- Gestione del cerimoniale della corte imperiale che comprendeva non solo l'adorazione periodica degli antenati e tutti gli attributi divini dell'imperatore nella sua figura di "Figlio del Cielo" (天子, Tianzi), per assicurare la gestione corretta dell'impero, ma anche la cura della buona ospitalità verso gli ambasciatori ospiti delle nazioni tributarie latori di offerte rituali economicamente molto impattanti[1].[2]
- Registrazione e supervisione di sacerdoti buddisti e taoisti in Cina.
- Gestione degli esami imperiali per la selezione dei nuovi burocrati (operazione fondamentale in ottica neo-confuciana poiché legittimizzante di un sistema meritocratico che permetteva alla intelligentsia statale di rinnovarsi).
- Relazioni estere.